# Antoine Eustache d'Osmond
Antoine Eustache d'Osmond, comte de l'Empire, est un prélat français né à Saint Domingue le 6 février 1754 et mort à Nancy le 27 septembre 1823. 

## Biographie
Fils de Louis Eustache d'Osmond (1718-1782), 3e marquis d'Osmond, et de sa femme, Marie Louise de Pardieu de Maucomble, il est né à Saint Domingue, et fut envoyé en France où il fut confié à son oncle, Charles Antoine Gabriel d’Osmond (1723-1806), évêque de Comminges. Il fait de bonnes études à Paris au séminaire Saint-Sulpice et au séminaire Saint-Magloire et obtient une licence en théologie à la Sorbonne et entre dans les ordres. Selon Dufort de Cheverny, « il était grand, beau, bien fait et plein d’esprit ».
Vicaire général de l'archidiocèse de Toulouse en 1777 auprès d'Étienne-Charles de Loménie de Brienne. il fut nommé évêque de Comminges, Le 20 février 1785, en remplacement de son oncle, qui se démet en sa faveur et consacré le 1er mai suivant par l'archevêque de Toulouse.
Émigré en Angleterre, sous la Révolution, il démissionne purement et simplement de son évêché a  Londres le 26 septembre 1801 et rentre en France en février 1802. Il est nommé évêque concordataire de Nancy le 9 avril 1802 et Premier aumônier de Louis Bonaparte, roi de Hollande, et de la reine Hortense. Il réorganise le culte catholique dans les départements de son diocèse la Meurthe, la Meuse et les Vosges. Dans ce cadre, il s'oppose à l'évèque vosgien Jean-Antoine Maudru, prélat constitutionnel du diocèse de Saint-Dié, ecclésiastique assermenté dès la mise ne place de la Constitution civile du clergé.
Il fut ensuite nommé par Napoléon Ier archevêque de Florence en 1810 mais, à l'instar des autres évêques nommés dans cette promotion, ne put prendre pleinement possession de son archidiocèse faute d'avoir reçu l'investiture canonique du Pape. Il rentre en France en 1814 et retourne à Nancy. Sous la Restauration il ne s'oppose pas en 1817 et 1821 au rétablissement de l'évêché de Verdun et du Diocèse de Saint-Dié qui ampute son diocèse. Il meurt le 27 septembre 1823.

### Distinctions
Il avait été fait chevalier des ordres de Monsieur, commandeur ecclésiastique des ordres hospitaliers et militaires unis de Notre-Dame du Mont Carmel et de Saint-Lazare de Jérusalem. Sous l'Empire, il fut fait baron de l'Empire par lettres patentes de mai 1808 avec réversion possible à son neveu[réf. nécessaire], puis comte d'Osmond et de l'Empire par lettres patentes du 16 décembre 1810.